# Cabestany
Cabestany (în catalană Cabestany) este o comună în departamentul Pyrénées-Orientales din sudul Franței. În 2009 avea o populație de 8.852 de locuitori.

## Evoluția populației
| An        | 1975  | 1982  | 1990  | 1999  | 2006  | 2009  |
| --------- | ----- | ----- | ----- | ----- | ----- | ----- |
| Populație | 3.390 | 6.221 | 7.513 | 8.259 | 8.360 | 8.852 |